# Caria harmonia
Caria harmonia är en fjärilsart som beskrevs av Frederick DuCane Godman och Osbert Salvin 1886. Caria harmonia ingår i släktet Caria och familjen Riodinidae. Inga underarter finns listade i Catalogue of Life.